# 인민을 위해 복무하라 (소설)
《인민을 위해 복무하라》(중국어: 为人民服务)는 중화인민공화국의 소설가인 옌롄커가 2005년에 발표한 장편 소설이다. 마오쩌둥의 열렬한 지지자인 군인 우다왕(吳大旺)이 사단장의 아내 류롄(劉蓮)의 유혹에 빠진다는 내용이다. 제목 '인민을 위해 복무하라'는 마오쩌둥의 유명한 슬로건이자 소설의 키워드이다. 출간 직후 중국 정부로부터 판매금지 조치를 당했다. 대한민국에는 웅진지식하우스에서 김태성 번역으로 출간되었으며, 최초로 소개된 옌롄커 작품이다.